# Antecedentes del cine
Los antecedentes del cine son todos aquellos aparatos, materiales, fenómenos, técnicas o procesos que, mediante su desarrollo y perfeccionamiento han propiciado la aparición del cine tal y como se conoce en la actualidad.

## Primeros antecedentes de proyección de imagen

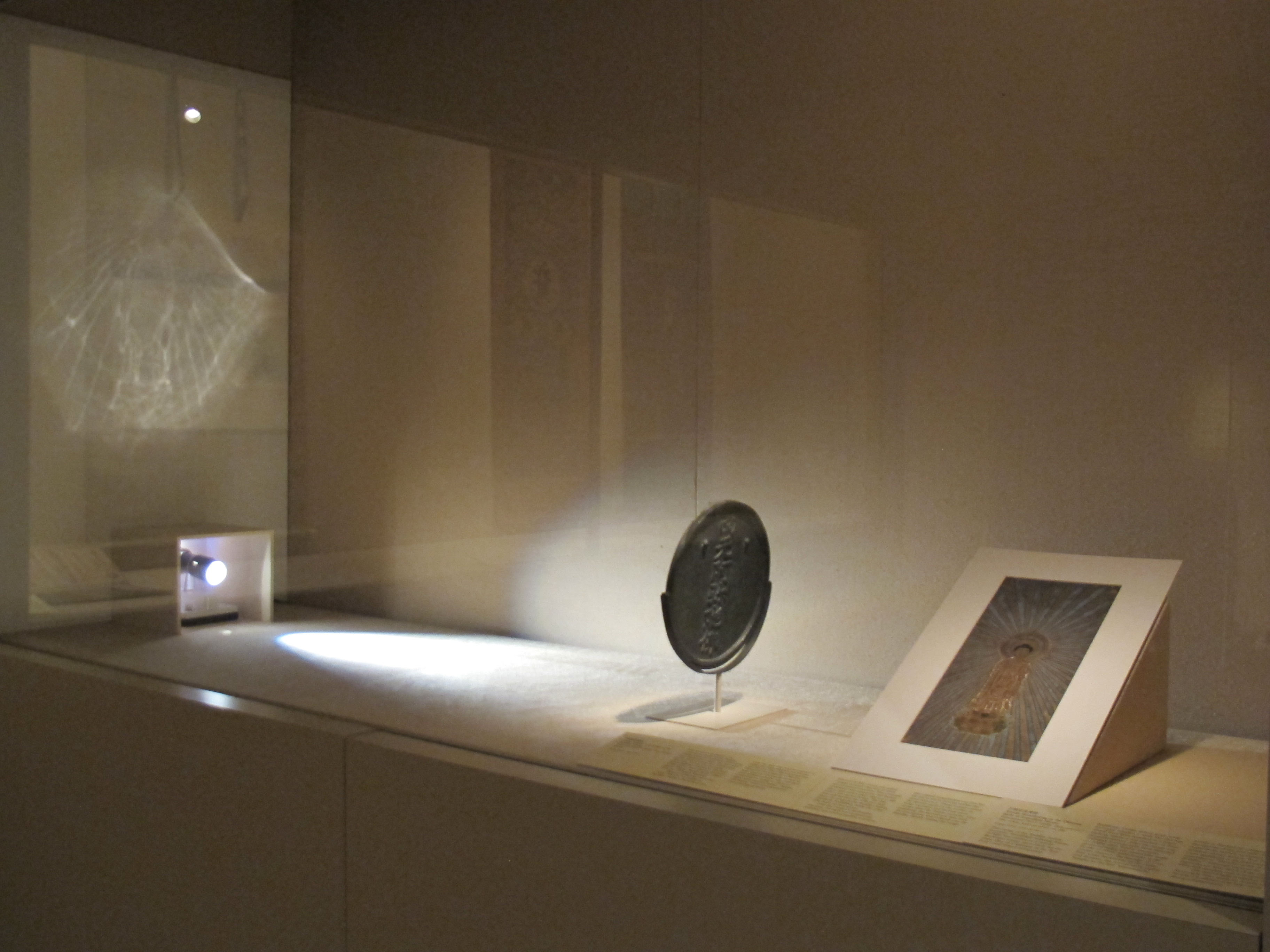
Espejo mágico reflejando un haz de luz

Los primeros aparatos que responden a una voluntad proyectiva de la imagen se sitúan en China. Estos aparatos eran unas esferas de metal que tenían perforaciones con figuras que evocaban la naturaleza, figuras de flores o animales. Estas esferas contenían en su interior una vela que estaba fijada mediante un sistema de anillas, que permitía que la esfera pudiese rotar manteniendo la vela en un eje vertical, provocando una proyección en las paredes de la estancia, que debía estar a oscuras para que esta pudiese apreciarse.
En la sociedad oriental se ideó también otro dispositivo, llamado espejo mágico, que consistía en una superficie pulida de tal forma que cuando se hacía incidir la luz en ella, proyectaba una imagen. Se tenía la falsa creencia de que el espejo reflejaba la imagen que había detrás de él. Esto es debido a la forma de pulir el espejo y bañarlo con una amalgama de mercurio, que provoca que la superficie del espejo no sea lisa, pero que esto sea imperceptible para el ojo humano, propiciando las proyecciones en la pared cuando la luz incide sobre su superficie.

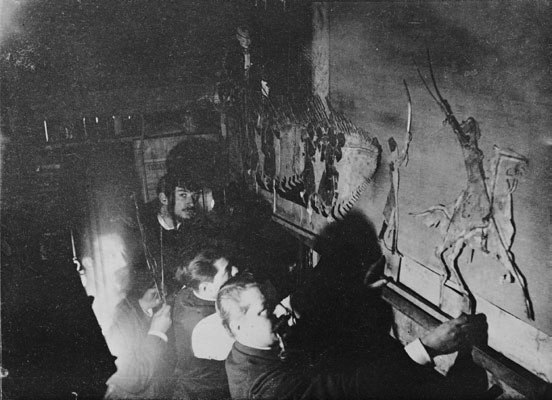
Teatro de sombras en Le Chat Noir

También pueden citarse las sombras chinescas, que consistían en un rudimentario método de proyección mediante una fuente de luz enfocada hacia una superficie que, obstaculizada por algún elemento opaco, proyectaba la sombra de este en la superficie. Este elemento que proyectaba la sombra en la superficie podía ir desde las propias manos a complejos títeres y marionetas. También existe documentación sobre este sistema de proyección de sombras en Java y la India.
A inicios del siglo XVII estos espectáculos de sombras llegaron a Europa Occidental. Coincidiendo con la aparición de los Panoramas y Dioramas, estos espectáculos de sombras se volvieron muy populares, propiciando la apertura de diversos teatros de sombras. Alcanzaron cierta notoriedad internacional las representaciones del teatro de sombras en París, en el local Le Chat Noir, donde Henri Rivière creó sofisticados sistemas de representación de escenas a través de huecos o superposiciones de color.

## Representaciones envolventes
Los panoramas y dioramas pueden verse como una evolución de la pintura, siguiendo la voluntad de los artistas de superar los límites del encuadre.

### Panorama
Artículo principal: Panorama de Barker

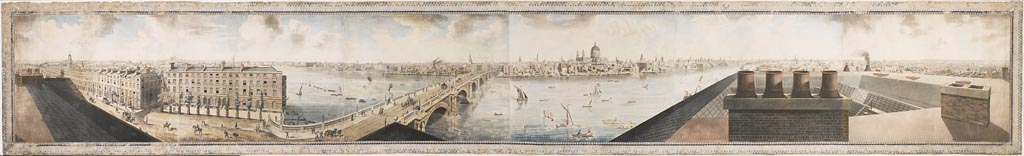
Panorama de Barker de la ciudad de Londres

A finales de siglo XVIII empiezan a aparecer pinturas de grandes dimensiones que representaban escenas como batallas. Fue Robert Barker el primero en concebir la idea de un cuadro continuo sobre la superficie interior de una estructura cilíndrica al que pondría el nombre de Panorama.
El primer Panorama de Robert Barker fue una representación de la ciudad de Edimburgo en una exposición temporal cuyo éxito le llevó a inaugurar una exposición permanente en Londres.

### Panorama giratorio
Este tipo de Panorama supone una evolución con respecto a su predecesor en el sentido de que añadía la sensación de movimiento. Se trataba de un lienzo alargado que mediante la rotación de dos bobinas, una que lo desenrollaba y otra que lo enrollaba, iba mostrando la imagen de forma fragmentada al espectador. John Banvard fue un célebre pintor de panoramas giratorios, destacando el panorama que pintó del Mississipí en 1847.

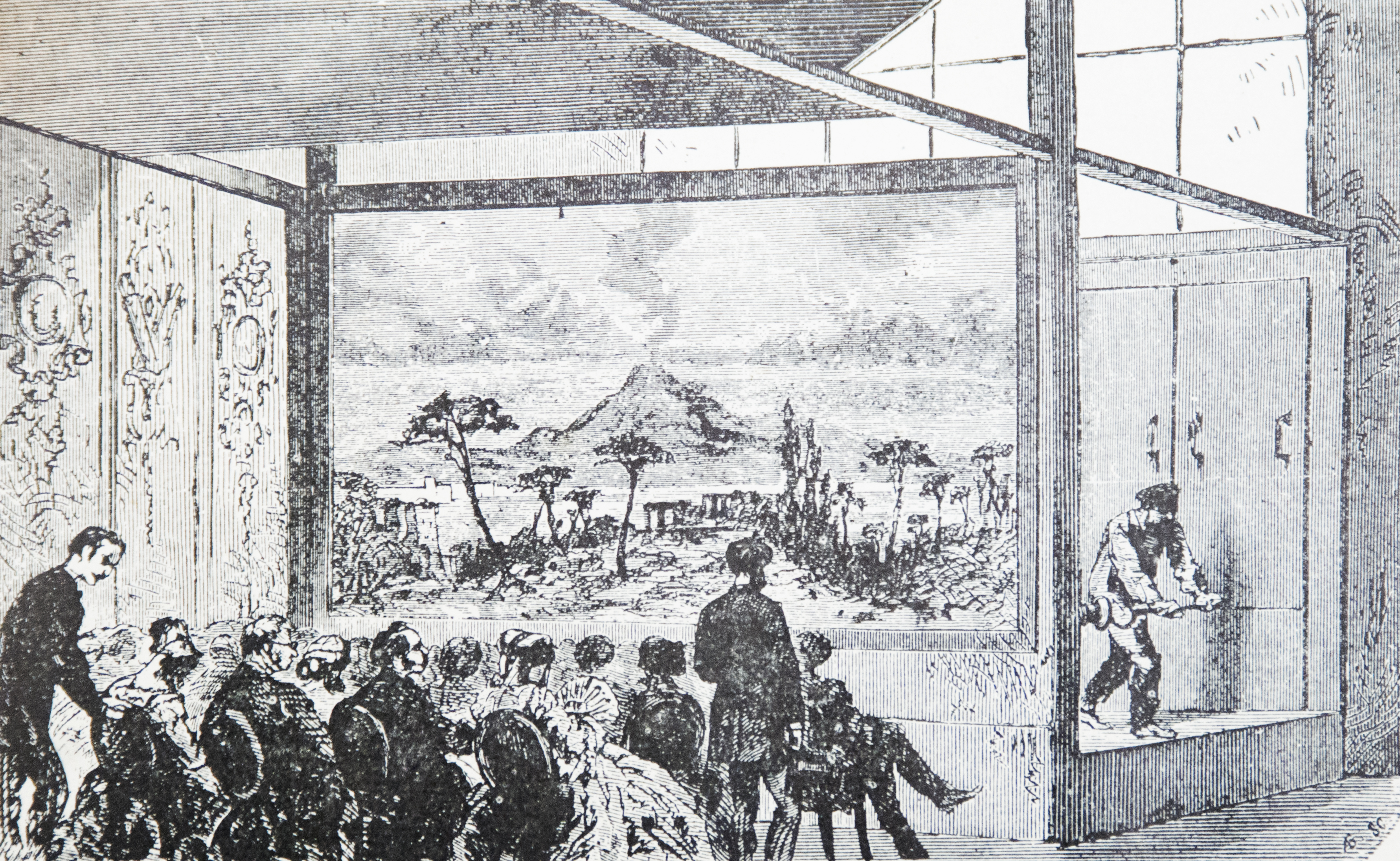
Dibujo de cómo funcionaba el Diorama de Daguerre

### Diorama
El Diorama es un tipo de maqueta creado en París en el año 1822 por Louis Daguerre. Estas maquetas estaban conformadas por figuras y escenarios que tenían la intención de representar una realidad. Por medio de procesos mecánicos y de efectos de iluminación, estas maquetas podían representar la misma escena de día o de noche, en diversas estaciones del año o hacer aparecer y desaparecer personajes.

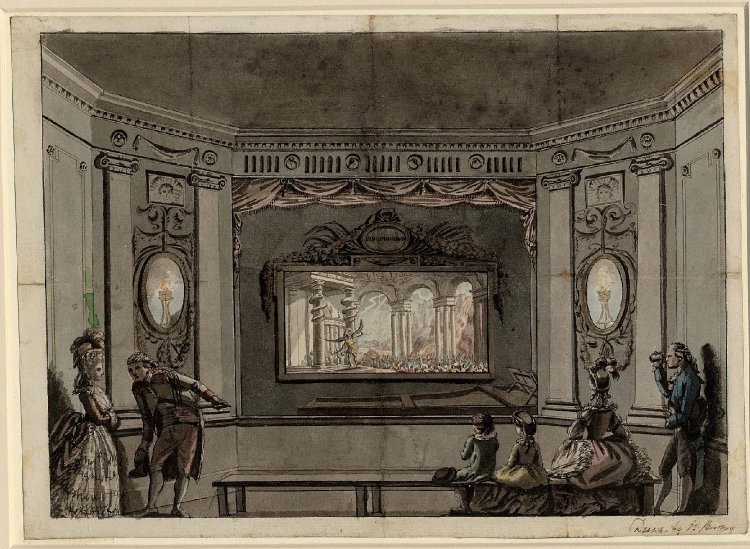
Dibujo del Eidophusikon

### Eidophusikon
Era un teatro de efectos que evoluciona de las sombras chinescas traídas a Europa, creado por Philip James de Loutherbourg. Combinando la pintura, con elementos mecánicos y a través de juegos de luces, podía crear representaciones de escenas animadas.

## Ilusión de movimiento

### Juguetes ópticos

#### Taumatropo
Es un juguete óptico creado por W. H. Fitton y J. A. Paris en 1825 que consiste en una superficie plana, circular o rectangular, con un hilo en cada extremo. En cada una de las caras de la superficie se hace un dibujo diferente y cuando se hace girar el artilugio se ve una imagen que es el resultado de la superposición de las dos dibujadas.

#### Fenaquistoscopio
Es un juguete óptico creado por Plateu en 1832 que seguía, según su creador, la teoría de la persistencia de la visión. Consiste en un disco en cuyos bordes se hacen una serie de dibujos descomponiendo un movimiento. En el disco hay también tantas ranuras como dibujos a través de las cuales se mira el disco girar reflejado en una superficie, lo que provoca una ilusión de movimiento. Este artilugio ya introduce el concepto de obturación y su importancia a la hora de percibir el movimiento. Sin las ranuras a través de las cuales mirar la secuencia de dibujos únicamente se venían todos ellos girando como una mancha borrosa, pero debido a que el espacio entre ranuras hace que nuestro ojo no perciba el cambio entre dibujos y únicamente vea el dibujo, la sucesión de estos a una velocidad adecuada crea la ilusión de movimiento. Fue el primer artilugio que permitió la animación de imágenes.

#### Zoótropo
Es un dispositivo que surge del perfeccionamiento del fenaquistoscopio creado por W.G. Horner en 1834. Consiste en un cilindro que tenía una serie de ranuras a través de las cuales se miraba el interior, donde había colocada una tira de papel con una serie de dibujos descomponiendo un movimiento. Las ventajas que presentaba frente al fenaquistoscopio es que estas tiras de papel podían ser sustituidas por otras con diferentes dibujos, así como el hecho de que en este artilugio podían observar la simulación de movimiento diversas personas al mismo tiempo.

#### Praxinoscopio
Fue creado por Émile Reynaud en 1877 como forma de perfeccionamiento del zoótropo. En lugar de las ranuras del tambor, se colocan espejos en el interior del cilindro que reflejan las imágenes que hay en el interior, el cambio entre espejos hará la función del obturador en el papel que jugaba antes la ranura a través de la cual se miraba, consiguiendo una sensación de movimiento más fluida. En 1879 Reynaud perfeccionó su invento añadiendo un dispositivo para contemplar el movimiento a través de una mirilla donde se veía un fondo rodeando a las figuras en movimiento. Esto fue llamado el praxinoscopio-teatro, que supondría el paso anterior a la creación de su teatro óptico.

### Émile Reynaud y el teatro óptico
Émile Reynaud se considera una figura muy importante en la invención del cine, ya que llegó a perfeccionar un sistema en 1892, el teatro óptico, que sería el inmediato predecesor de éste.
El teatro óptico consiste en un espectáculo de proyección con dos linternas mágicas utilizando la técnica de la sobreimpresión de imágenes, una para el fondo y otra para las animaciones.
La innovación principal que aportó Reynaud y que supondría tan importante para el cine es la incorporación de un tipo de película rudimentario, de cinta transparente, con perforaciones para facilitar el arrastre de esta, y con un sistema de dos bobinas, una de la que salía la película y otra en la que se enrollaba. El uso de estas perforaciones fue clave posteriormente en la concepción del cine. Este dispositivo creado por Reynaud configura un sistema muy similar al de la proyección cinematográfica, con la diferencia de que en el cine las imágenes están impresas en la película, no dibujadas. Éste detalle fue el que acabó comportando que el teatro óptico de Reynaud quedase desfasado cuando apareció el cine, ya que era mucho más difícil confeccionar sus animaciones pintando la cinta que no tomarlas de forma fotográfica.

## Proyecciones

### Proyección interior: la cámara oscura
La cámara oscura es un instrumento óptico que ha contribuido tanto a la invención de la fotografía como a la concepción de la proyección de imágenes del cine a través de uno de los principios básicos de la óptica. Es un dispositivo que permite obtener la proyección de una imagen en una superficie. Esto se hace en un espacio cerrado y totalmente a oscuras con un único orificio por donde entra la luz, de esta manera se obtiene una proyección de una imagen del exterior. Sus usos han sido muy diversos, desde un soporte a través del cual pintar con mayor exactitud la imagen proyectada, pasando por una suerte de espectáculo proyectivo, así como ha originado los mecanismos que actualmente conforman la base de la fotografía.

### Proyección hacia fuera: la linterna mágica
Es un aparato óptico precursor del cinematógrafo. Basado en el diseño de la cámara oscura, la linterna mágica hace el proceso opuesto, con una luz proyectada desde en interior del aparato se podrían proyectar imágenes pintadas sobre placas de vidrio en una superficie exterior. Se desconoce con exactitud la fecha de la creación del aparato, pero la primera referencia a un artilugio que proyecta imágenes es un manuscrito de Cristiaan Huygens en 1659. Las fuentes de luz de la linterna mágica han ido variando a lo largo de los años, conforme se inventaba un sistema mejor, más seguro y que permitía una proyección de más calidad, desde las velas o lámparas de aceite hasta la lámpara eléctrica incandescente, pasando por la luz de calcio y la lámpara de arco.
El siglo XIX comportó el apogeo máximo de la técnica en la linterna mágica, ya que debido al perfeccionamiento de los materiales, de la luz y de complejos sistemas se crean linternas mágicas capaces de proyectar imágenes de forma muy nítida y muy elaboradas. Uno de estos ejemplos de linterna mágica moderna es el triunial.
Una de las variantes de espectáculos con linterna mágica fueron las fantasmagorías, una representación de motivos terroríficos que Étienne-Gaspard Robert puso de moda a finales del siglo XVIII. Mediante algunas técnicas como la superposición de proyecciones con diversas linternas mágicas o poniéndolas en un carro para que pudiesen moverse, se conseguían efectos con los que se pretendía sorprender y aterrorizar al público.

## Fotografía
El sistema de cámara oscura permitía la proyección de imágenes hacia el interior, pero no fue hasta 1826 cuando Joseph Nicéphore Niépce consiguió la impresión de una imagen con betún de Judea sobre un soporte de peltre tras 8 horas de exposición. Este proceso recibió el nombre de heliografía .

### Daguerrotipo
En 1839, partiendo de los resultados de Niépce, Louis Jacques Mandé Daguerre consiguió agilizar el proceso utilizando yoduro de plata para fijar una imagen en media hora sobre un soporte de cobre. Este proceso recibió el nombre de Daguerrotipo.

### Calotipo
De forma paralela, en 1835 William Fox Talbot desarrolló otro método que le permitía obtener un negativo sobre un papel fotosensible por una mezcla de nitrato de plata con ácido gálico. Este método se patentó en 1841 como Calotipo. Este fue el primer sistema de fotografía en negativo, lo que permitía la creación de infinitas copias en positivo de la misma imagen a diferencia del Daguerrotipo, que únicamente proporcionaba una imagen en soporte de cobre.

### Eadweard Muybridge
Debido a una apuesta, Leland Stanford quería demostrar que durante en el trascurso del galope del caballo había un momento en que ninguna de las patas del animal estaba en contacto con el suelo. Debido a su renombre como fotógrafo, se le encargó a Eadweard Muybridge la tarea de demostrar si Leland Stanford estaba en lo cierto o no.
Esta tarea le llevó a Muybridge seis años de trabajo, puesto que en un principio los métodos fotográficos no eran lo suficientemente precisos y la velocidad de obturación era demasiado lenta como para captar el movimiento. Finalmente diseñó un método que consistía en la disposición de 12 cámaras en batería que se accionaban cuando el animal pasaba por delante y rompía el hilo que disparaba una fotografía por cada una de las cámaras. Muybridge consiguió entonces la primera cronofotografía en el año 1878, y de forma posterior a ésta anécdota inició una serie de estudios del movimiento a través de ella.

### Etienne Jules Marey
Impulsado por su voluntad de estudiar el movimiento de las aves, Marey inventó el fusil fotográfico en 1882, un dispositivo que le permitía realizar una gran cantidad de fotografías a una velocidad de obturación alta y en poco tiempo.
La capacidad de realizar cronofotografía utilizando un único dispositivo, el fusil fotográfico, llamado también cronofotógrafo, es uno de los precedentes más inmediato del sistema de captación de las cámaras cinematográficas.
El soporte del primer cronofotografo, sobre el que se imprimían las imágenes que se captaban, era un disco de vidrio. Esto cambió en 1885 cuando la compañía fotográfica de George Eastman, Kodak, comercializó unas tiras de papel fotográfico con una película sensible y disolución de gelatina, soporte que Marey adaptó rápido a su cronofotógrafo.
Con el soporte de papel, Marey debía afrontar un nuevo problema, conseguir que las tiras de papel estuviesen fijas el suficiente tiempo delante del objetivo para que a la hora de hacerse la exposición no se moviese y por lo tanto la fotografía no quedase movida. Este problema lo solucionó con la introducción de un elemento que sería posteriormente decisivo para la creación del cine, la Rueda de Ginebra, también llamada cruz de Malta, que accionaba un mecanismo que mantenía fijo el soporte de la fotografía y lo soltaba para que se desplazase.
En 1889, la compañía Kodak vuelve a sacar un nuevo soporte, la película de celuloide, que Marey adopta rápidamente en su cronofotógrafo.

## La invención del cine
De los avances técnicos, en cuanto a la captura de movimiento, de Muybridge y Marey, surgen las bases que posteriormente propiciarán la aparición del cine.

### Thomas Alva Edison
Artículo principal: Thomas Alva Edison
Muy influenciado por los trabajos de Muybridge y Marey, Edison, amparado por todos los recursos que le propiciaba su gran empresa, se dedica a perfeccionar la técnica de los sistemas de captación de movimiento, introduciendo uno de los elementos más importantes, la perforación de las tiras de celuloide, idea que adapta de una patente suya, el telégrafo automático. Estas perforaciones permiten un sistema de arrastre intermitente rápido que las tiras de papel, que conformaban el antiguo soporte fotográfico, no podían aguantar, pero la película de celuloide si. De esta forma Edison inventó el Kinetógrafo en 1891. El mismo año Edison inventa y patenta también el Kinetoscopio, un sistema que consistía en un visor a través del cual se podían ver las películas grabadas por el kinetógrafo.

#### Kinetógrafo y Kinetoscopio
Artículos principales: Kinetógrafo y Quinetoscopio.
Estos dos artilugios patentados por Edison ya utilizaban película de celuloide de 35 mm, la que se utilizaría posteriormente como estándar en el cine actual. El Kinetógrafo si que captaba las imágenes basándose en un sistema de arrastre intermitente del soporte, sin embargo, el Kinetoscopio las reproducía de una manera continua, con un disco que tenía una rendija que hacia el efecto de obturación y que proporcionaba la sensación de movimiento.
Este es el paso previo a la invención de lo que hoy en día conocemos como cine. Lo que le faltó a Edison para que su invento pudiese considerarse como cine fue la voluntad de proyección de esas imágenes para un visionado conjunto, idea que desecho debido a que no le percibía potencial económico. También le faltaba la incorporación del arrastre intermitente a la hora de exhibir la película, ya que el arrastre continuo con el sistema de obturación que utilizaba el Kinetoscopio le hacia perder calidad al visionado.

### Los hermanos Lumière
Artículos principales: Hermanos Lumière y Cinematógrafo.
A mediados de 1894, los Lumière conocieron el kinetoscopio de Edison en una sala recreativa que éste había abierto en París. Fue entonces cuando los Lumière, que eran dueños de una empresa de material fotográfico, pensaron en la posibilidad de que esas imágenes se proyectasen para que pudiese verlas más gente a la vez.
El objetivo de los Lumière era crear un sistema de avance intermitente que permitiese estar a cada fotograma el tiempo suficiente delante de la luz para que su iluminación fuese mejor que la del kinetoscópio de Edison, así como para suprimir los saltos bruscos de movimiento provocados por el sistema continuo del kinetoscopio de Edison.
Una vez resuelto el arrastre intermitente y combinado con un sistema de obturación, en 1895 los hermanos Lumière inventan el cinematógrafo, una máquina capaz de grabar y de proyectar imágenes en movimiento. Ésta utilizaba película de 35 milímetros con las bandas perforadas y permitía proyectar 16 imágenes por segundo. El 28 de diciembre de 1895 se considera el de la invención del cine, coincidiendo con la fecha en que los hermanos Lumière hicieron su primera proyección con público de pago.